# Pronophila assarhaddon
Pronophila assarhaddon är en fjärilsart som beskrevs av Otto Thieme 1907. Pronophila assarhaddon ingår i släktet Pronophila och familjen praktfjärilar. Inga underarter finns listade i Catalogue of Life.